# KAI T-50 Golden Eagle
KAI T-50 Golden Eagle (kor. 골든이글) – południowokoreański samolot szkolno-bojowy produkowany od 2002 przez Korea Aerospace Industries z siedzibą w Sach'ŏn, w Korei Południowej, przy współpracy z amerykańskim koncernem Lockheed Martin. Jedna z najnowocześniejszych obecnie maszyn szkolno-bojowych na świecie.
Samolot był kandydatem do zakupu przez polskie Siły Powietrzne jako samolot szkolenia zaawansowanego dla pilotów samolotów wielozadaniowych F-16 Jastrząb. Oprócz koreańskiego T-50 do przetargu wystartował BAE Hawk oraz Alenia Aermacchi M-346 Master. 12 grudnia 2013 Irak podpisał kontrakt na 24 samoloty oznaczone T-50IQ, które mają być zbliżone do wersji bojowej FA-50.

## Użytkownicy
Korea Południowa
Siły Powietrzne Republiki Korei użytkują 49 maszyn T-50, 9 T-50B i 22 szkolno-bojowe TA-50, oczekują na dostawy 20 FA-50.
 Indonezja
Indonezyjskie Siły Powietrzne zamówiły w maju 2011 roku 16 T-50, mają zastąpić samoloty szkolne Hawk Mk 53. Dostawy zrealizowano od września 2013 do stycznia 2014 roku. Ostatnie z zamówionych maszyn, dwa samoloty dostarczono 27 stycznia 2014 roku.
 Filipiny
Filipińskie Siły Powietrzne kupiły dwanaście sztuk samolotów F/A-50PH. Oblot pierwszej z zamówionych maszyn odbył się 19 czerwca 2015 roku. Do końca 2016 roku koreański producent ma dostarczyć wszystkie samoloty. Zakup tego typu maszyn przez Filipiny związany jest agresywną polityką Chin w regionie i dynamicznym wyścigiem zbrojeń zapoczątkowanym przez to państwo. Eksploatacja F/A-50 ma umożliwić filipińskim pilotom przygotowanie się do przejęcia w przyszłości docelowych, wielozadaniowych samolotów bojowych.
 Tajlandia
Królewskie Tajskie Siły Powietrzne zakupiły cztery maszyny T-50TH wraz z pakietem szkoleniowym i logistycznym. Stosowna umowa została podpisana 17 września 2015 roku. Samoloty zastąpią wykorzystywane wcześniej w celach szkoleniowych maszyny Aero L-39ZA Albatros. Z produktem koreańskim rywalizował chiński Hongdu L-15, ale nie znalazł uznania w oczach tajskich decydentów. W umowie jest opcja na zakup kolejnych 20 maszyn a całość ma zostać zrealizowana w przeciągu 30 miesięcy od podpisania kontraktu.
 Irak
Irackie Siły Powietrzne W 2013 roku podpisano kontrakt z Korea Aerospace Industries na 24 egzemplarze samolotów T-50IQ za 1,1 miliarda USD. Maszyny mają być używane przede wszystkim do szkolenia pilotów F-16IQ oraz jako lekkie maszyny szturmowe.
 Polska
Siły Powietrzne, w 2022 Wicepremier i Minister Obrony Narodowej Mariusz Błaszczak ogłasza zakup 12 FA-50 i 36 FA-50PL, 16 września podpisano umowę na zakup lekkich samolotów, pierwsze maszyny mają pojawić się w 2023.

### Niezrealizowana sprzedaż
Uzbekistan
Uzbekistańskie Siły Powietrzne negocjowały zakup dwunastu maszyn T-50, jednak jak 25 października 2015 roku podała południowokoreańska prasa, sprzedaż samolotów do tego kraju została zablokowana przez administrację Stanów Zjednoczonych. Powodami decyzji mają być obawy o dostanie się amerykańskich technologii użytych w konstrukcji samolotu w ręce Rosji, najbliższego sojusznika Uzbekistanu oraz możliwość naruszenia równowagi sił w regionie.

## Wypadki
- 15 listopada 2012 - samolot T-50B koreańskich sił powietrznych rozbił się o zbocze górskie w prowincji Gangwon w Korei Południowej. W katastrofie zginął pilot. Maszyna została utracona[17]. Przyczyną katastrofy był błąd obsługi naziemnej przed startem[18].
- 28 sierpnia 2013 w pobliżu macierzystej bazy w Gwangju rozbił się szkolny T-50, zginęło dwóch członków załogi[19].

## Podobne maszyny
- BAE Hawk
- Jak-130
- M-346
- PZL I-22 Iryda